# Alexander Pawlowitsch Eltekow

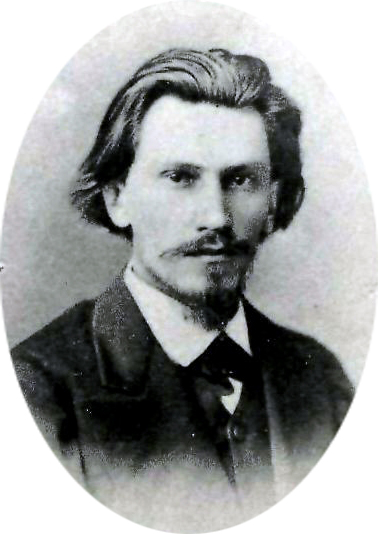
Alexander Pawlowitsch Eltekow

Alexander Pawlowitsch Eltekow, russisch Александр Павлович Эльтеков, (* 6. Mai 1846 in Brjansk; † 19. Juli 1894 in Jalta) war ein russischer Chemiker (Organische Chemie).
Eltekow studierte an der Universität Charkiw mit dem Abschluss 1868 und wirkte dann dort. Gleichzeitig war er auch 1876 bis 1885 Lehrer an der Lehranstalt für Frauen in Charkiw und danach Professor am Technologischen Institut. 1889 wurde er Professor an der Universität Charkiw und ab 1889 war er Professor an der Universität Kiew.
Von ihm stammt die Eltekov-Regel (1877): Alkohole mit Hydroxygruppe am C-Atom einer Doppelbindung lagern sich irreversibel in gesättigte Aldehyde oder Ketone um. 1878 fand er die Eltekovsche Olefin-Methylierung (Methylierung von Alkenen) und die Eltekovsche Keton-Synthese (Ketone aus Bromierung von Alkenen und nachfolgender Hydrolyse).